# Sveta Trojica, Bloke
Sveta Trojica este o localitate din comuna Bloke, Slovenia, cu o populație de 8 locuitori.